# پادشاه گوهیونگ
پادشاه گوهیونگ (۵۳۲–۵۲۱)، دهمین و همچنین واپسین پادشاه گومگوان گایا، ایالت اصلی و مرکزی کنفدراسیون گایا، یکی از حکومت‌های باستانی کره بود. او پسر پادشاه گیومجی و همسرش ملکه سوک بود. او با ملکه گیهوا که دختر سویجیل بونجیل بود ازدواج کرد. آنها سه پسر داشتند، هر کدام از آنها بعدها یک گاکگان یا ژنرال شدند: سجونگ، مودو و مودوک.